# Silvestro Andreozzi
Silvestro Andreozzi (1575–1648) foi um prelado católico romano que serviu como bispo de Penne e Atri (1621–1648).

## Biografia
Silvestro Andreozzi nasceu em Lucca, Itália, em 1575. No dia 17 de março de 1621, foi nomeado bispo de Penne e Atri durante o papado de Paulo V. Em 18 de abril de 1621, foi consagrado bispo por Giovanni Garzia Mellini, cardeal-sacerdote de Santi Quattro Coronati com Attilio Amalteo, arcebispo titular de Atenas, e Paolo De Curtis, bispo emérito de Isérnia, servindo como co-consagradores. Serviu como bispo de Penne e Atri até à sua morte em janeiro de 1648. Enquanto bispo, foi o principal co-consagrador de Costantino de Rossi, bispo de Cefalonia e Zante (1634).